# Caso República da Áustria v. Altmann
A República da Áustria Vs. Altmann, 541 EUA 677 (2004), foi um caso em que a Suprema Corte dos Estados Unidos considerou que a Lei de imunidade de soberania estrangeira, ou FSIA (Foreign Sovereign Immunities Act em inglês), aplica-se retroativamente. Ela é um dos mais recentes casos de que trata da "doutrina anti-retroatividade ", que é uma doutrina que sustenta que os tribunais não devem interpretar uma lei de forma a aplicar retroativamente (aplicável a situações que surgiram antes da lei), a menos que haja uma clara intenção legal de que ele deve ser feita. Isso significa que, no tocante as ações ajuizadas após a sua promulgação, a FSIA aplica-se à conduta que teve lugar antes de 1976.
O resultado deste caso para a requerente, Maria Altmann, foi a autorização para prosseguir com uma ação civil contra a Áustria, em um tribunal federal dos EUA para a recuperação de cinco pinturas roubadas pelos Nazistas, de seus familiares, e, em seguida, alojado em um museu do governo austríaco. Como o Supremo Tribunal observou, em sua decisão, Altmann já tentou processar o museu na Áustria, mas foi forçada a sair voluntariamente do caso, pois, na Áustria, a regra é que os custos judiciários são proporcionais ao montante protestado (neste caso, o enorme valor monetário dos quadros). Sob a lei Austríaca, a taxa de depósito para que um processo como esse é uma percentagem do valor recuperável. No momento, as cinco pinturas foram estimados no valor de cerca de US$135 milhões, fazendo com que a taxa de depósito fosse de US$1,5 milhão. Mais tarde os tribunais austríacos reduziram esse valor para US$350.000, este valor ainda era muito alto para Altmann, e ela saiu de seu caso no sistema judiciário austríaco. O juiz Stephen Breyer, em sua opinião concordante, destacou que o tribunal estava lidando puramente com a questão da retroatividade do FSIA e não com "qualquer determinação legal sobre o mérito dos procedimentos legais austríacos".
Em 2005, como resultado da decisão do tribunal, ambas as partes concordaram em uma arbitragem em um tribunal austríaco, que por sua vez, decidiu em favor de Altmann, em 16 de janeiro de 2006.

## Caso

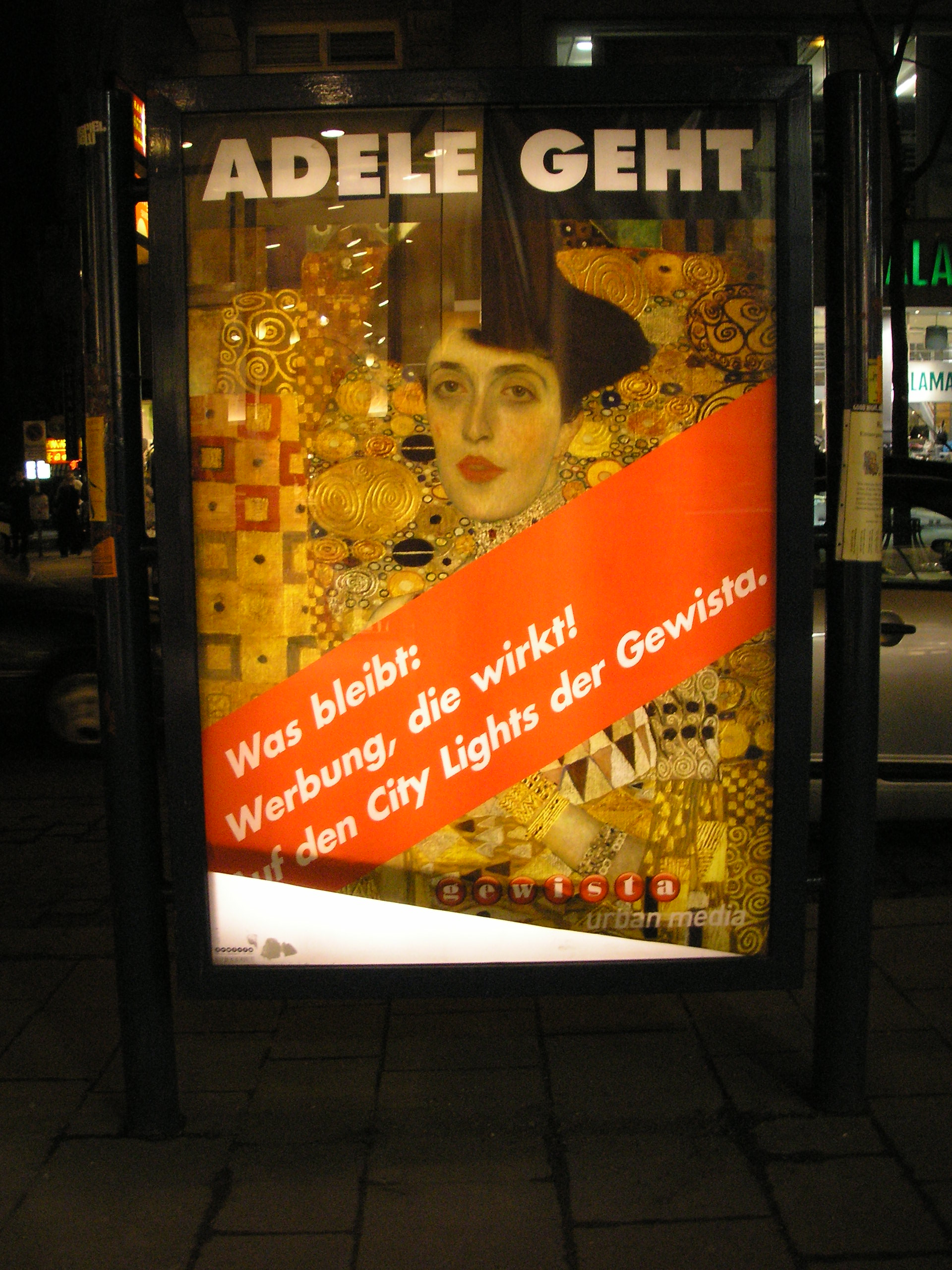
Cartaz em Viena, oferecendo adeus para a pintura de Adele Bloch-Bauer.

Adele Bloch-Bauer, o tema de duas das pinturas, tinha escrito em sua última vontade: "Meine 2 Porträts und 4 Landschaften von Gustav Klimt, bitte ich meinen Ehegatten nach seinem Tode der österr. Staats-Galerie in Wien zu hinterlassen;" que é, "peço ao meu marido para doar meus 2 retratos e as 4 paisagens de Gustav Klimt para a Galeria do Estado austríaco em Viena após a sua morte". Ferdinand Bloch-Bauer assinou uma declaração reconhecendo que esse era o último desejo de Adele. Ele também doou uma das pinturas para a Galeria Belvedere em Viena, em 1936. No entanto, em uma sentença controverso, a Suprema Corte austríaca determinou que Adele, provavelmente, nunca foi a proprietária legal das pinturas. Em vez disso, é visto como mais provável que Ferdinand Bloch-Bauer fosse o seu proprietário legal e que, por sua vez, Altmann era a legítima herdeira das propriedades de Ferdinand.

## Resultado

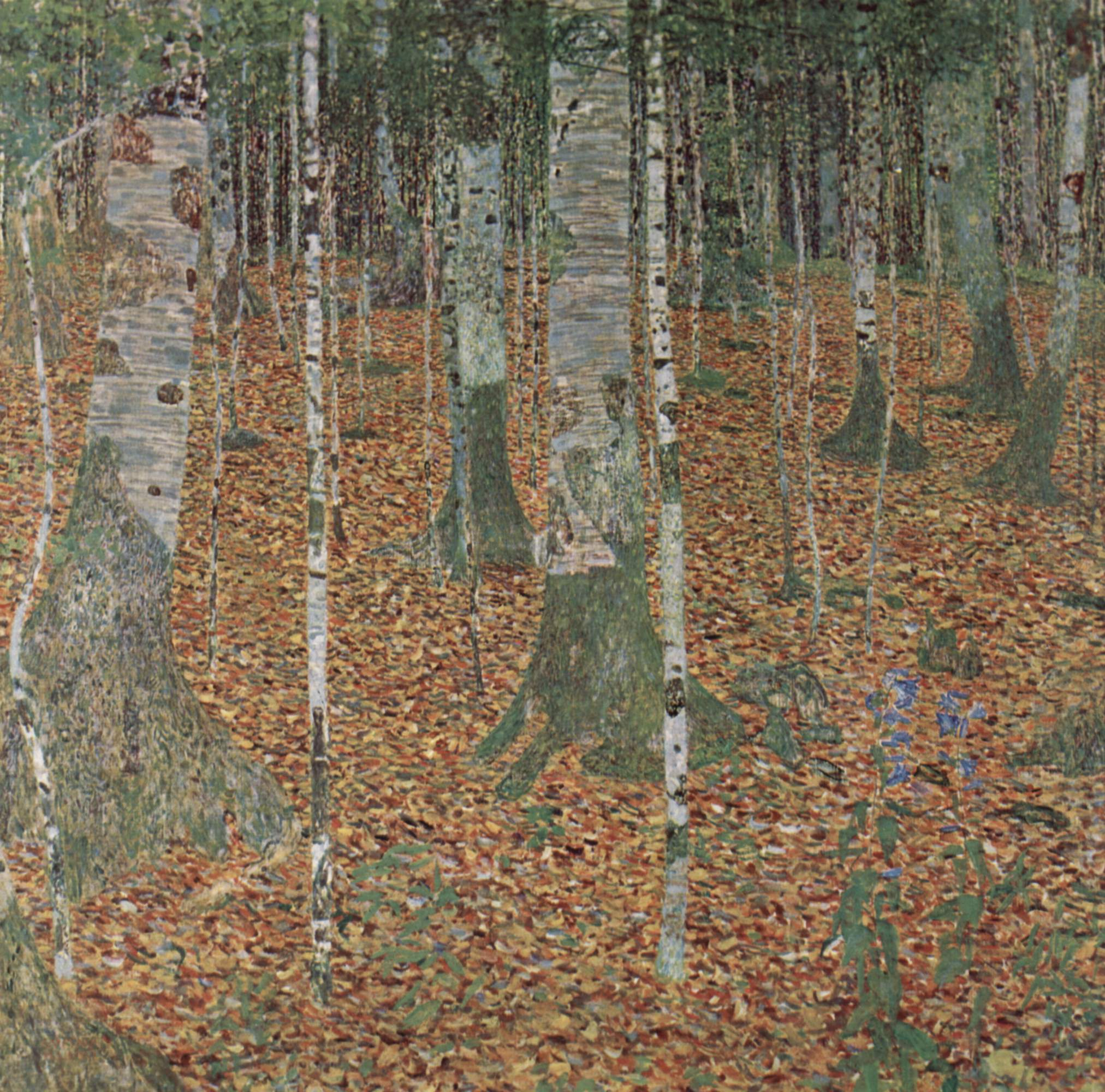
Reprodução de um dos quadros de Gustav Klimt envolvidos neste episódio.

### Reações e leilão
A decisão em favor de Maria Altmann veio como um grande choque para o público e o governo austríaco. A perda das pinturas foi considerado, na Áustria, como a perda de um tesouro nacional. Altmann havia tentado anteriormente chegar em um acordo mútuo, em 1999; no entanto, o governo repetidamente ignorou as suas propostas. Maria Altmann disse ao governo que o tempo estava esgotado e não haveria um acordo de seu parte. O governo Austríaco não quis aceitar uma condição de arbitragem, que teria permitido que ele, preferencialmente, comprasse os quadros pelo preço de mercado. As pinturas deixaram a Áustria, em Março de 2006, e foram devolvidos para Altmann. Por conseguinte, o governo Austríaco recebeu críticas por parte dos partidos de oposição por não ter conseguido um acordo com Altmann nos estágios anteriores do processo. A cidade de Viena também afirmou que reapropriar-se das pinturas era um "dever moral".
Poucos meses depois de o governo Austríaco finalmente ter devolvido os bens devidos à Sra. Altmann, ela enviou os quadros para a casa de leilões Christie's para serem vendidos em seu nome. Retrato de Adele Bloch-Bauer I foi vendido por, US$135 milhões em uma venda privada, em outro leilão, o Retrato de Adele Bloch-Bauer II foi leiloado por US$88 milhões, com cinco pinturas totalizando mais de US$327 milhões.

### Documentários
A história de Maria Altmann tem sido contada em três filmes documentários. Roubo do Klimt (tradução livre de "Stealing Klimt"), que foi lançado em 2007, contou com entrevistas com Altmann e outros que estavam intimamente envolvidos com a história. Vontade de Adele(tradução livre de "Adele's Wish") do cineasta Terrence Turner, que é marido da sobrinha-neta de Altmann, foi lançado em 2008, e apresenta entrevistas com Altmann, seu advogado (E. Randol Schoenberg), e especialistas de todo o mundo. O caso também foi destaque na edição de 2006 do documentário, O Rapto de Europa (tradução livre de "The Rape of Europa"), que lidavam com o enorme roubo de arte na Europa pelo Governo Nazista durante a II Guerra Mundial.

### Dramatização
O filme A Dama Dourada, em que Altmann é interpretada por Helen Mirren e Schoenberg por Ryan Reynolds, narra os dez anos em que Altmann lutou para recuperar os Klimt's. O filme foi lançado em 3 de abril de 2015.